# Talara nigroplagiata
Talara nigroplagiata là một loài bướm đêm thuộc phân họ Arctiinae, họ Erebidae.